# Stelio Frati
Stelio Frati est un ingénieur aéronautique italien né à Milan en 1919, où il est mort le 14 mai 2010. Il a été surnommé le Ferrari de l’aviation, en raison de l’élégance des lignes de ses créations, et de son aptitude à obtenir les meilleures performances avec des moteurs de faible puissance.

## De l'aéromodélisme à la construction d'aéronefs
Dès son plus jeune âge il est passionné par l’aviation. Aéromodéliste de talent il fut en 1940 champion d’Italie de vol libre propulsé. Un de ses planeurs a tenu l’air deux heures et demie sans radiocommande. En 1938, il entra à l’Institut Polytechnique de Milan, qui ne disposait pas encore de département aéronautique, mais abritait le Centro Studi ed Esperienze per il Volo a Vela (CVV).
Stelio Frati participa donc au développement de plusieurs planeurs conçus au CVV. Il travailla aussi sur la bombe volante Assalto Radioguidato, gros monoplan entraîné par un moteur en étoile qui devait être décollé par un pilote. En altitude le pilote devait éjecter le train et sauter en parachute, l’engin étant ensuite radioguidé vers sa cible depuis un avion. Destiné à attaquer les convois navals alliés en Méditerranée, cet engin fut construit à 5 exemplaires et 2 testés en vol, mais ne fut jamais utilisé en opérations.
En 1943 Stelio Frati quitta l’ Institut Polytechnique de Milan avec un diplôme d’Ingénieur en mécanique. Il y revint en 1944 comme assistant du département aéronautique, nouvellement formé. Pendant 10 ans il allait y enseigner, tout en poursuivant sa propre formation. Il devait aussi progressivement se transformer en ingénieur indépendant, développant des avions avant de vendre les droits de production aux constructeurs italiens souhaitant les commercialiser. Son premier appareil sera le Ditta Movo F.M.1 Passero, un motoplaneur assez laid capable de voler à 150 km/h avec un moteur de 20 ch.

## Des avions pour les autres
En 1951 il réalisa un élégant monoplan biplace à aile basse d’entraînement et de sport en bois, le F.4 Rondone. Le prototype, construit par le CVV, et les exemplaires construits par Aeronaut, furent équipés d’un Continental C.90 de 85 ch, Lombarda et Ambrosini préférant équiper le F.4 d’un Walter Mikron de 65 ch. Le Rondone a établi la réputation de Stelio Frati grâce à une série de records internationaux, dont un record de vitesse sur 100 km à 257 km/h établi par Inginio Guagnellini.
Le F.5 était un biplace en tandem à réaction original. Motorisé avec un Turbomeca Palas de 150 kgp, il étant entièrement en bois, construit selon les techniques du vol à voile. Un seul prototype fut réalisé, en 1952, par Caproni.
Le F.6 Airone était un bimoteur quadriplace proposé avec des moteurs Walter Minor de 105 ch ou des Lycoming O-290D de 135 ch, mais l’unique prototype, construit par Pasotti, fut réalisé avec des Continental C.90. Pasotti devait également construire 10 F.7, adaptation triplace du F.4, toujours avec un moteur C.90, dont le prototype effectua son premier vol le 10 février 1954. Le F.9 Sparviero est la version monomoteur du Airone. Un exemplaire fut construit en 1956 par Pasotti avec un moteur 8 cylindres en V Hirth de 240 ch, remplacé par la suite par un moteur plus moderne, un Lycoming GO-435-C2 de 250 ch.

## Le F.8L Falco et ses dérivés
Le F.8 Falco fut le premier d’une lignée de biplaces côte à côte particulièrement racés. Entraîné par un Continental C.90, le prototype effectua son premier vol le 15 juin 1955. Le F.8L est le modèle de série, équipé d’une voilure agrandie et d’un moteur Lycoming dont la puissance varie de 135 à 160 ch selon le constructeur. En 1979 cet appareil a refait son apparition aux États-Unis sous la forme d’un kit commercialisé pour les constructeurs amateurs par Sequoia Aircraft, Richmond, Virginia. Ce kit incorpore de nombreuses modifications, l’ensemble du Falco ayant été redessiné par l’ingénieur David B.Thurston (en).
Le F.14 Nibbio (en) qui vola le 16 janvier 1958 est une extrapolation quadriplace du F.8L avec un Lycoming de 180 ch, 10 exemplaires furent construits, les livraisons débutant en 1959.
Le premier appareil de Stelio Frati à faire appel à une dose, encore modeste, de construction métallique, fut le F.15 Picchio (en), dont le prototype prit l’air le 7 mai 1959 : le revêtement de contreplaqué était recouvert d’une fine feuille d’aluminium. Procaer devait produire 15 triplaces F.15 à moteur Lycoming de 160 ch, 54 F.15A quadriplaces à moteur Lycoming de 180 ch et 35 F.15B. Ce fut le premier appareil dessiné par Stelio Frati à obtenir de la FAA une certification de type.
Construit également en 1960, le F.400 Cobra (en) était un biplace côte à côte à réaction dérivé du Picchio (en), avec la même structure en bois à revêtement métallique, mais un train tricycle et un réacteur Turbomeca Marboré de 400 kgp. Le marché pour ce type d’appareil était inexistant. Le premier prototype ayant été détruit sur accident, le second prototype, quadriplace à réacteur de 480 kgp, ne fut pas achevé.

## Passage à la construction métallique
Au début des années 1960 il devint difficile de vendre des avions en bois et Stelio Frati passa à la construction métallique avec un succès remarquable. Il dessina le F.250, qui tirait sa désignation du fait qu’il était équipé d’un moteur Lycoming de 250 ch, et qui vola le 15 juillet 1964. Cet appareil fut produit en grande série par SIAI Marchetti comme SF.260.
En 1970 Stelio Frati fonda General Avia, acheta un atelier bien équipé, et avec l’aide d’une dizaine d’employés, entreprit de produire lui-même ses prototypes. Le premier sera le F.20 Pegaso, bimoteur pour 5 ou 6 passagers avec 2 gros moteurs Continental de 300 ch. Tout en développant un bimoteur utilitaire à aile haute, le SF600 Canguro, Frati reprit aussi le développement du F.15 Picchio. L'un des derniers avions dessiné par Stelio Frati a été le F.22, toujours commercialisé par General Avia.
La dernière création de Stelio Frati est le F30  (ou Golden Avio F30 (en)) qui par "la finesse de ses lignes s'inscrit directement dans la prestigieuse lignée des machines volantes dessinées par ce grand ingénieur aéronautique, produit par Golden Avio  une filiale de Golden Car  et commercialisé en France par AEREAS . Par son élégance, l’ULM F30 Brio est le digne descendant du F.400 Cobra (en) ou encore du SF.260."